# Supercaviterende schroef

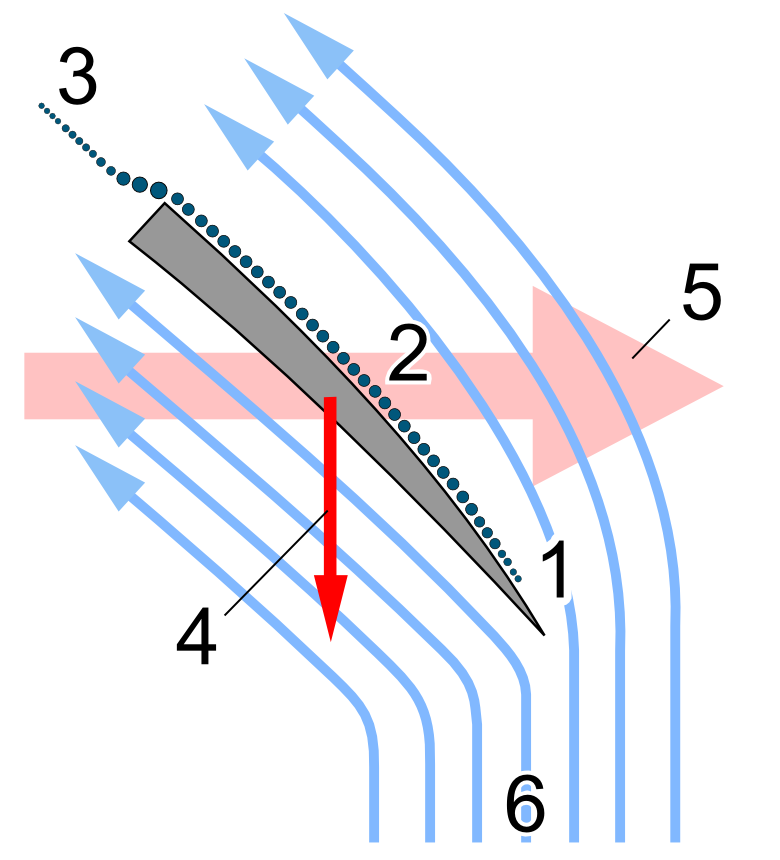
1. Cavitatie opgewekt aan intreezijde
2. Zuigzijde overdekt met cavitatie
3. Cavitatie implodeert achter schroefblad
4. Draairichting
5. Vaarrichting
6. Waterstroming

Een supercaviterende schroef is een schroef voor hoge-snelheidschepen, waarbij bewust supercavitatie opgewekt wordt. Conventionele subcaviterende schroeven zijn ontworpen om onder water en zonder cavitatie te werken. Zodra de draaisnelheid toeneemt, neemt cavitatie echter toe, met mogelijke schade tot gevolg. Dit is op te lossen door een grotere schroefdiameter en daarmee lagere draaisnelheid, of meer schroefbladen. Dit is voor hoge-snelheidsschepen echter vaak niet haalbaar en het toegenomen bladoppervlak vermindert ook de efficiëntie. Bij hoge snelheden zorgt een grote diameter ook voor te veel weerstand.
Een oplossing is het ontwerpen van schroeven die opzettelijk cavitatie opwekken waarbij de dampbellen achter de uittredende kant imploderen op een dusdanige afstand dat deze geen schade aanrichten. De efficiëntie neemt hierdoor wel af.
Hoewel V.L. Posdunine het principe van supercaviterende schroeven al in 1943 introduceerde, begon vooral Marshall P. Tulin vanaf de jaren vijftig om tot een theorie te komen die van nut was bij het ontwerpproces.